# Sisyranthus anceps
Sisyranthus anceps är en oleanderväxtart som beskrevs av Rudolf Schlechter. Sisyranthus anceps ingår i släktet Sisyranthus och familjen oleanderväxter. Inga underarter finns listade i Catalogue of Life.